# Пывин, Игорь Вячеславович
И́горь Вячесла́вович Пы́вин (4 августа 1967, Воронеж) — советский и российский футболист, большую часть карьеры провёл в клубах Воронежской области. Рекордсмен лискинского «Локомотива» по количеству проведённых матчей.

## Карьера

### Клубная
Воспитанник воронежского футбола. Футболом начал заниматься с 11 лет. Первый тренер — Юрий Николаевич Коротков.
Первый клуб — «Стрела» Воронеж. Два года отслужил в армии. С 1987 по 1990 год выступал в семилукском «Химике». Далее играл в воронежском «Буране», который после распада СССР стартовал в турнире любителей, и в хромтауском «Горняке». Второй круг сезона 1992 года проводил уже в «Факеле», в высшей лиге сыграл 7 матчей. В 1995 перешёл в норвежский «Стринхейм», но из-за юридических проблем не смог играть в официальных матчах и вернулся домой. С 1996 по 2007 играл в лискинском «Локомотиве», провёл 320 матчей за команду в профессиональных чемпионатах, 376 — с учётом любительских первенств.
Всего в чемпионатах СССР и России на профессиональном уровне провёл 510 матчей, в которых забил 56 мячей.

### Тренерская
В 1994 году окончил Воронежский филиал Московского государственного института физической культуры. С января 2007 года — наставник выступавшего в первенстве Воронежской области дубля «Локомотива» Лиски, с 5 сентября 2007 — главный тренер основного состава клуба. 26 декабря 2008 Пывиным была получена аттестация категории «B». Возглавлял «Локомотив» на протяжении девяти лет и покинул команду после того как она лишилась профессионального статуса.
В начале января 2021 года был назначен на должность главного тренера эстонского клуба Премиум-Лиги «Нарва-Транс», 29 ноября закончился контракт и он покинул клуб.
С марта 2022 года возглавлял белорусскую «Малориту», которая позже снялась в первенства Второй лиги. В августе 2022 года вошёл в тренерский штаб российской команды Второй лиги «Знамя Труда» (Орехово-Зуево), после ухода Валерия Есипова был назначен исполняющим обязанности главного тренера.